# 海の駅しおさい市場

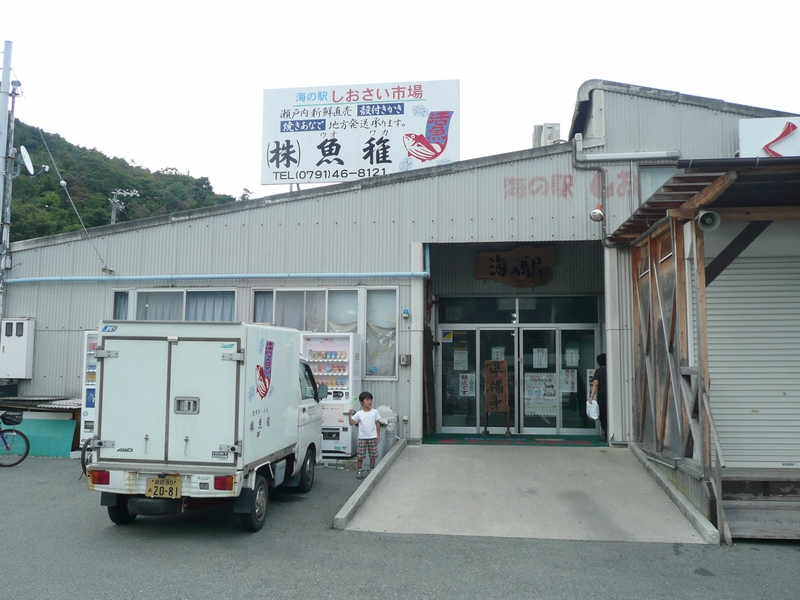
海の家しおさい市場（2009年9月）

海の駅 しおさい市場（うみのえき しおさいいちば）は兵庫県赤穂市の坂越にある商業施設。坂越漁業協同組合が運営する。
国土交通省が管理する海の駅ではない。「坂越カキ祭り」を毎年開催している。

## 施設
- バーベキューハウス「くいどうらく」
- 瀬戸内海鮮直売「魚稚」
- しおさい市場「大潮市」

## 利用情報
- 営業時間 - 9時～17時
- 休業日 - 年末年始、魚屋は水曜日
- 駐車場  - あり（無料 50台）

## 所在地
〒678-0172 兵庫県赤穂市坂越290-7

## 交通アクセス
- 西日本旅客鉄道（JR西日本）赤穂線 坂越駅 徒歩30分
- JR赤穂線 坂越駅からウエスト神姫バス「小島」行きで10分、「大黒」下車 徒歩すぐ

## 周辺情報
- 坂越 （都市景観100選）
  - 坂越まち並み館、旧坂越浦会所、奥藤酒造郷土館、大避神社、妙見寺、妙道寺、児島高徳朝臣の墓、坂越浦城跡、茶臼山城跡、船岡園、みかんのへた山古墳、海の駅しおさい市場、千種川 （名水百選）
- 生島 （国の天然記念物、瀬戸内海国立公園）
  - 秦河勝の墓
- 御崎 （瀬戸内海国立公園）